# Camí de la Païssa
El Camí de la Païssa és un camí rural del terme municipal de Monistrol de Calders, a la comarca del Moianès.
Actualment, en alguns trams només és transitable a peu, tot i que en temps pretèrits era transitable amb vehicle motoritzat.
Arrenca de Monistrol de Calders pels Horts dels Pins, des d'on puja a la Serreta per adreçar-se a la Quintana de la Païssa i, finalment, a la masia de la Païssa.